# The Simpsons Wrestling
The Simpsons Wrestling is een computerspel uit 2001 gebaseerd op de animatieserie “The Simpsons”. Het spel werd ontwikkeld door Big Ape Productions en uitgebracht door Fox Interactive en Activision.

## Verhaal
Aliens dagen de inwoners van Springfield uit tot een wedstrijd professioneel worstelen. Eerst moeten de inwoners het tegen elkaar opnemen om te zien wie de sterkste is. De winnaar moet vervolgens met de alien vechten.

## Speelwijze
Simpsons personages zijn in het spel geanimeerd met een mix van 3d computer graphics en traditionele animatie.
Elke worstelaar heeft slechts 4 vechtbewegingen, waarvan spelers er over het algemeen drie het meest gebruiken.
Gedurende een wedstrijd hebben de spelers een energiemeter die leegloopt indien ze speciale bewegingen gebruiken, en die zich langzaam weer vult als ze niet aanvallen. De hoeveelheid energie verschilt per aanval.
Er vliegen in de worstelring letters rond die door de speler kunnen worden verzameld. Als de speler er genoeg heet, wordt hij even onzichtbaar.

## Personages
Er zijn 16 Simpsons personages in het spel. Van allemaal wordt hun stem gedaan door dezelfde stemacteur als uit de animatieserie.
- Homer Simpson
- Bart Simpson
- Lisa Simpson
- Marge Simpson
- Barney Gumble
- Krusty
- Apu Nahasapeemapetilon
- Groundskeeper Willie
- Bumblebee Man
- C. Montgomery Burns & Waylon Smithers
  - NOTE: Burns en Smithers vechten altijd samen. Smithers staat in de ring en vecht met de tegenstander, terwijl Burns van buiten de ring bommen gooit die veel schade kunnen aanrichten.
- Moe Szyslak
- Ned Flanders
- Professor Frink
- Kang
- Itchy (kan enkel met Scratchy vechten)
- Scratchy (kan enkel met Itchy vechten)

## Reactie
The Simpsons Wrestling werd bekritiseerd door zowel fans als critici, maar was niet zo onsuccesvol als "The Simpsons Skateboarding". Het spel kreeg vooral kritiek vanwege de ongebalanceerde speelwijze, slechte graphics en gebrek aan meer vechtbewegingen voor elk personage. Het spel wordt zelfs gezien door sommigen als het slechtste Simpsons spel ooit.

## Trivia
- The Simpsons Wrestling was het tweede 3D Simpsons spel. Het eerste was The Simpsons Bowling voor de arcade. The Simpsons Wrestling was ook het eerste console 3D Simpsons spel.
- Ned Flanders wordt gezien als het beste personage in het spel daar hij tweemaal per ronde kan vechten (de eerste keer dat hij wordt verslagen, staat hij gewoon weer op).